# Conus parvus
Conus parvus é uma espécie de gastrópode do gênero Conus, pertencente à família Conidae.